# Kvarkenbron
Kvarkenbron är arbetsnamnet på en tänkt framtida fast väg- eller järnvägsförbindelse över Norra Kvarken, ungefär mellan städerna Umeå i Sverige och Vasa i Finland för att korta landförbindelsen mellan städerna från cirka 800 kilometer (runt Bottenviken) till drygt 100. Avståndet mellan kusterna är drygt 70 km, men det finns flera större öar som kan användas för att bygga väg och eventuellt järnväg. Förslag har också funnits som innehållit både en bro och en tunnel, eller förslag om en dammbyggnad.

## Ungefärlig sträckning
- Ny väg E4-Ostön, ca 13 km.
- Bro Ostön (nära Sävar) - Holmön, 7,5 km.
- Väg längs Holmön till Grossgrunden, 18 km.
- Bro Grossgrunden - Valsörarna, Finland, 26 km
- Väg över Valsörarna, 2 km.
- Bro Valsörarna - Björkö, Finland, 7 km.
- Befintlig väg över Björkö och Replot, behöver troligen breddas, 24 km.
- Replotbron, befintlig bro mellan Replot och fastlandet (1 km).

Den totala sammanlagda brolängden skulle bli 40–41 km. Den längsta delbron skulle bli Europas, men inte världens, längsta bro (världens längsta bro över land är Danyang–Kunshan-bron i Jiangsu, Kina, 164,8 km, och längsta sammanhängande bro över vatten är Jiaozhoubron på 41,58 km). Havet är inte särskilt djupt i området, som mest 25 meter.
Delar av Holmön och Grossgrunden är naturreservat vilket kommer att skapa kritik om projektet planeras på allvar. På finska sidan finns världsarvet Kvarken.

## Politiskt läge
Förslaget har drivits av vissa politiker från Västerbotten och även av tidningen Västerbottens-Kuriren. I de allmänna valen 2006 företräddes frågan främst av Folkpartiet i Umeå, som även driver frågan tillsammans med Svensk Ungdom, ungdomsförbundet till Svenska Folkpartiet. I Regeringen Persson (1996–2006) visade finansminister Pär Nuder intresse för idén, medan infrastrukturminister Ulrica Messing avvisade en förfrågan från kristdemokratiska riksdagsledamoten Gunilla Tjernberg om att göra en utredning kring bron. Den ansågs alltför dyr. Riksdagsmotioner har fortsatts att lämnas in.
Vägverket gjort en kortare utredning cirka 2005, men frågan har legat på is länge. Städer längre norrut i Sverige önskar en järnväg Umeå-Luleå-Haparanda (Norrbotniabanan), innan denna bro byggs. 

## 2025 års finska förutredning
År 2020 och 2024 har frågan åter väckts i Finland. Det finns säkerhetspolitiska intressen att ha en fast förbindelse. Finska Trafikledsverket genomförde på uppdrag av regeringen en förutredning under 2024.
Förutredningen presenterades i juni 2025. Utredningen visade att det är tekniskt möjligt att bygga en fast förbindelse mellan Umeå och Vasa antingen ovan eller under jord. Sammanlagt sex möjliga sätt att bygga förbindelsen på identifierades av utredningen:
1. Landsväg. Totalt 94 kilometer, varav 30 km på land, 18 km på vägbankar och 46 km på broar. Bedöms kosta 4,9–8,4 miljarder euro att bygga.
2. Landsväg, delvis i en tunnel. Totalt 94 kilometer, varav 30 km på land, 18 km på vägbankar, 39 km på broar och 7 km i en tunnel. Bedöms kosta 6,2–10,5 miljarder euro att bygga.
3. Järnväg. Totalt 114 kilometer, varav 53 km på land, 14 km på vägbankar och 47 km på broar. Bedöms kosta 5,5–9,3 miljarder euro att bygga.
4. Järnväg, delvis i en tunnel. Totalt 114 kilometer, varav 53 km på land, 7 km på vägbankar, 39 km på broar och 15 km i en tunnel. Bedöms kosta 10,3–17,5 miljarder euro att bygga.
5. Järnväg, helt i en tunnel. Totalt 105 km, varav 2 km på land och resterande i en tunnel. Bedöms kosta 17–28,9 miljarder euro att bygga.
6. Lands- och järnväg i kombination, delvis i en tunnel. Totalt 114 kilometer, varav 53 km på land, 7 km på vägbankar, 39 km på broar och 15 km i en tunnel. Bedöms kosta 16,7–28,3 miljarder euro att bygga.

Enligt förutredningen skulle det alltså vara billigast att endast bygga en vägförbindelse som inte dras genom en tunnel. Utredningen menar vidare att en ren järnvägsförbindelse uteslutande i tunnel skulle ha minst miljöpåverkan, men att alternativet med kombinerad väg och järnvägsförbindelse sannolikt skulle ge störst samhällsnytta.
Enligt utredningen skulle de negativa miljökonsekvenserna av bygget av en fast förbindelse vara betydande, oavsett vilket alternativ som väljs. Området kring Kvarnen där förbindelsen planeras är upptaget på UNESCOs lista över världsarv, har naturskyddsområden och Natura 2000-områden. Utredningen bedömer dock att större delen av de skyddade områdena skulle kunna kringgås oavsett vilket av de sex alternativ man väljer. Samtidigt skulle även koldioxidutsläppen från byggandet av förbindelsen vara betydande.
Förutredningen har efter färdigställandet överlämnats till Kvarkenrådet, som bland annat ska utvärdera konsekvenserna av byggandet av en fast förbindelse mellan Umeå och Vasa i relation till nyttan.